# Engrenage mortel (film, 1985)
Pour les articles homonymes, voir That Was Then... This Is Now et Engrenage mortel.
Pour plus de détails, voir Fiche technique et Distribution.
Engrenage mortel (That Was Then... This Is Now) est un film américain réalisé par Christopher Cain, sorti en 1985.

## Fiche technique
- Titre : Engrenage mortel
- Titre original : That Was Then... This Is Now
- Réalisation : Christopher Cain
- Scénario : Emilio Estevez, d'après le roman éponyme de S.E. Hinton  (ISBN 0141312548)
- Musique : Bill Cuomo et Keith Olsen
- Montage : Ken Johnson
- Production : Gary R. Lindberg et John M. Ondov
  - Production exécutive : Alan Belkin et Brandon K. Phillips
- Pays d'origine :  États-Unis
- Format : Couleur - Son : Dolby
- Box-office : 8 630 068 $ (USA)
- Durée : 102 minutes
- Date de sortie :
  - États-Unis : 8 novembre 1985
- Sortie en France en VHS sous le titre (Les Derniers Outsiders) chez l'éditeur Gaumont

## Distribution
- Emilio Estevez : Mark Jennings
- Craig Sheffer : Bryon Douglas
- Larry B. Scott : Terry Jones
- Matthew Dudley : Curly Shepard
- Jill Schoelen : Angela Shepard
- Kim Delaney : Cathy Carlson
- Barbara Babcock : Mme Douglas
- Frank Howard : M. Carlson
- Morgan Freeman : Charlie Woods
- Frank McCarthy : M. Carlson
- Diane Dorsey : Mme Carlson
- Ramon Sheen : Mike Chambers
- David Miller : Punk
- Bob Swan : Smitty